# دوري الدرجة الأولى الأرجنتيني 1899
دوري الدرجة الأولى الأرجنتيني 1899 (بالإسبانية: Campeonato de Primera División 1899)‏ هو الموسم 8 من دوري الدرجة الأولى الأرجنتيني. أشرف على تنظيمه اتحاد الأرجنتين لكرة القدم، وكان عدد الأندية المشاركة فيه 4، وفاز فيه Belgrano Athletic Club ‏.